# Castel Monteleone
Castel Monteleone o Castel Lebenberg (ted.: Schloss Lebenberg) è un castello che si trova a Cermes (BZ).

## Storia
Fu costruito verso la metà del '200 dai signori di Marlengo.
Il nome originario tedesco è Lebenberg (letteralmente "monte del leone"), attestato nel 1271 come Lewenberch, nel 1308 come Lewenberg e nel 1340 come Lebenberch e composto dal alto tedesco medio lewe ("Löwe" = leone) e berg (monte). Durante il fascismo il nome è stato italianizzato in "Monteleone", ma solo nel 1940.
Scomparsa questa famiglia, il maniero passò ai Fuchs von Fuchsberg (1426). Nella sala dei cavalieri si trova l'albero genealogico della famiglia, con 264 ritratti che coprono 12 generazioni. Sotto i Fuchs ha preso l'aspetto di maniero ampio e imponente che ha ancora. Caratteristici sono i cortili cinquecenteschi e il giardino all'italiana. Le stanze sono completamente arredate. Notevoli sono gli affreschi, recentemente ritrovati, dei Santi ausiliatori (Nothelfer).
Nel XVI secolo fu rifatta la cappella (originaria del XIV secolo). Più tardi di circa un secolo sono i soffitti (a stucco e in legno) delle diverse sale.
Nel 1828 anche i Fuchs si estinsero, poi per matrimonio passò come dote ai Miagro e ai Miagro von Fuchs, fino al tempo della guerra quando la famiglia si trasferì in Piemonte, e il castello passò di mano in mano, prima di essere acquistato nel 1924 dall'olandese Adrian van Rossem van Sinoutskerke, i cui discendenti vi abitano ancora oggi.
Vengono organizzate visite guidate da aprile a ottobre, tranne la domenica.